# Khampaseuthia
Khampaseuthia is een kevergeslacht uit de familie van de boktorren (Cerambycidae). De wetenschappelijke naam van het geslacht werd voor het eerst geldig gepubliceerd in 2009 door Holzschuh.

## Soorten
Khampaseuthia omvat de volgende soorten:
- Khampaseuthia sisouthami Holzschuh, 2009
- Khampaseuthia striatella Holzschuh, 2011